# John Wheelock
John Wheelock (1754-1817) était le fils aîné d'Eleazar Wheelock qui fut le fondateur et premier président du Dartmouth College ; John Wheelock succéda à son père et devint le deuxième président du College.
John Wheelock est né à Lebanon (Connecticut) le 28 janvier 1754. Il est le fils d'Eleazar Wheelock et de Mary Brinsmead Wheelock. Il commença ses études à l'université Yale puis il suivit son père à Hanover (New Hampshire) et termina ses études au Dartmouth College en 1771. 
En 1776, Wheelock devint le leader des United Committees, un groupe de citoyens du New Hampshire qui se plaignaient du manque de représentation démocratique à la législature de l'état et de l'éloignement de la capitale. Pendant la Guerre d'indépendance américaine, John Wheelock servit à New York et dans le Vermont comme Lieutenant Colonel dans le régiment de Bedel. Il entretint une correspondance avec le général George Washington.

## Présidence du Dartmouth College

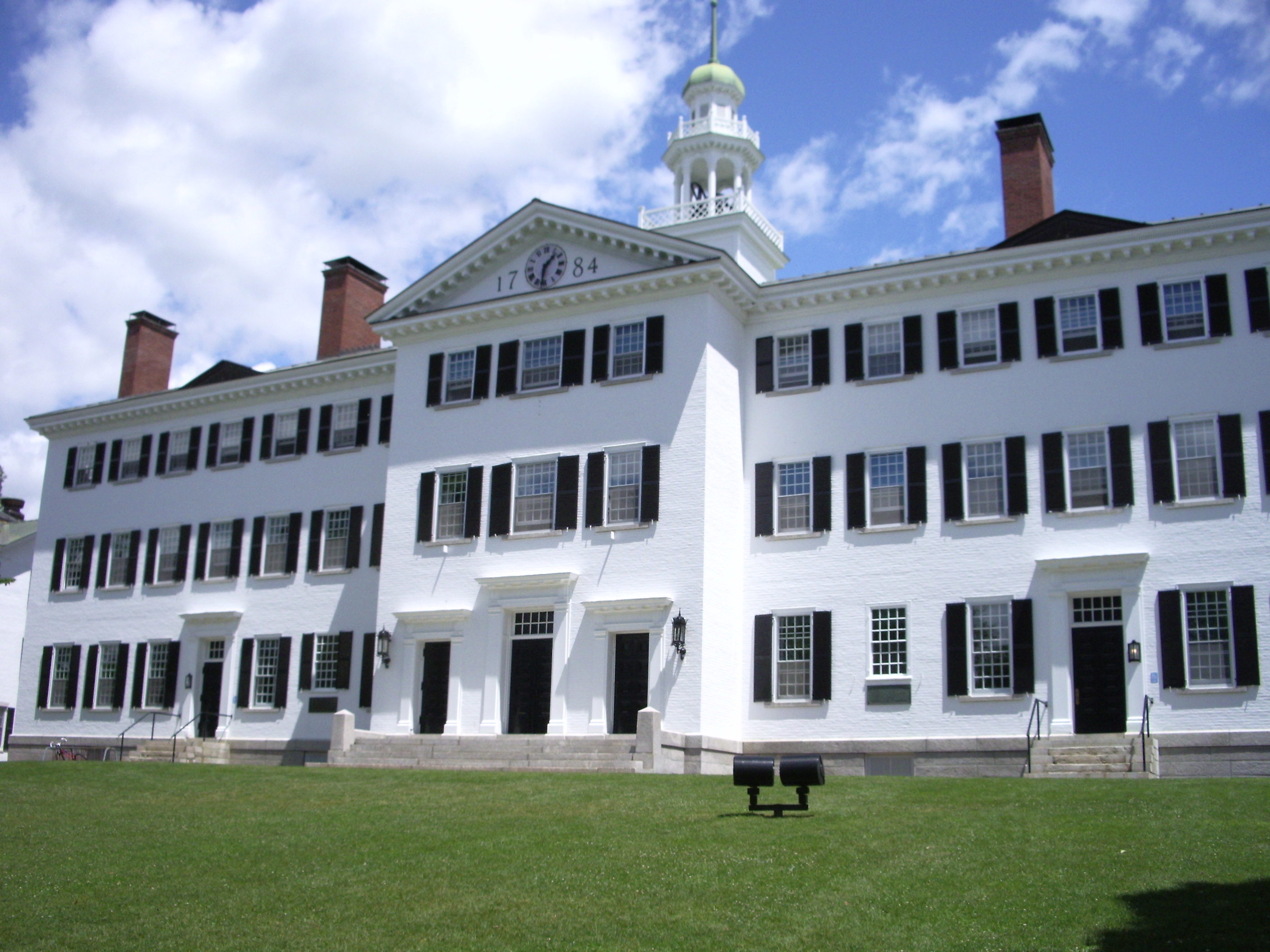
Le Dartmouth Hall fut construit sous la présidence de John Wheelock

Après la mort de son père en 1779, John Wheelock devint le président du Dartmouth College, bien qu'il ne fût ni enseignant, ni pasteur. Il resta en place jusqu'en 1815 : il fit construire le Dartmouth Hall et fonda la Dartmouth Medical School. En 1816, la législature de l’État du New Hampshire voulut réformer la charte de fondation de 1769 : il était question de faire de l’établissement une institution publique et de changer son nom en « Dartmouth University. » La controverse fut portée par le président du college Francis Brown et le conseil devant la Cour suprême. La cause fut défendue par Daniel Webster en 1818 et se conclut par l’arrêt « Supreme Court hearing of Trustees of Dartmouth College v. William H. Woodward », en faveur du college. Mais cette affaire le plongea dans une crise financière.
Wheelock mourut le 4 avril 1817 et fut enterré près de son père à Hanover